# Wera Acewa-Dosta
Wera Acewa-Dosta (mac. Вера Ацева-Доста; ur. 24 listopada 1919 w Oreowcu koło Prilepa, zm. 10 listopada 2006 w Skopje) – macedońska i jugosłowiańska polityk, komunistka, uczestniczka II wojny światowej, uznawana za bohatera narodowego.

## Między dwiema wojnami światowymi
Z powodu złej sytuacji finansowej musiała przerwać naukę w gimnazjum i znaleźć pracę. Pracowała w przemyśle tytoniowym. Mając 16 lat wstąpiła do ruchu robotników.
Na początku 1940 r. została członkinią Ligi Komunistów Jugosławii. We wrześniu tego samego roku na konferencji prowincji została wybrana na członka Regionalnego Komitetu Ligi Komunistów Jugosławii w Macedonii. Od września 1940 r. do listopada 1941 r. była Sekretarzem Komitetu Lokalnego w Prilepie.

## II wojna światowa w Jugosławii
Acewa była jednym z pierwszych organizatorów oddziału partyzanckiego w Prilepie. Na początku 1942 r. pracowała w Lidze Komunistów Jugosławii w Skopje, następnie jako instruktorka partii w Strumicy, Bitoli i Sztipie. W sierpniu 1943 r. została komisarzem oddziału „Shar”, a gdy 11 listopada 1943 r. utworzono Pierwszą Brygadę Macedońsko-Kosowską, została wybrana na stanowisko zastępcy komisarza. Była na tym stanowisku do stycznia 1944 r., kiedy to została sekretarzem politycznym III i IV Komitetu Powiatowego Ligi Komunistów Macedonii. W sierpniu 1944 r. uczestniczyła w pierwszej sesji Antyfaszystowskiego Zgromadzenia na rzecz Narodowego Wyzwolenia Macedonii.

## Po wyzwoleniu

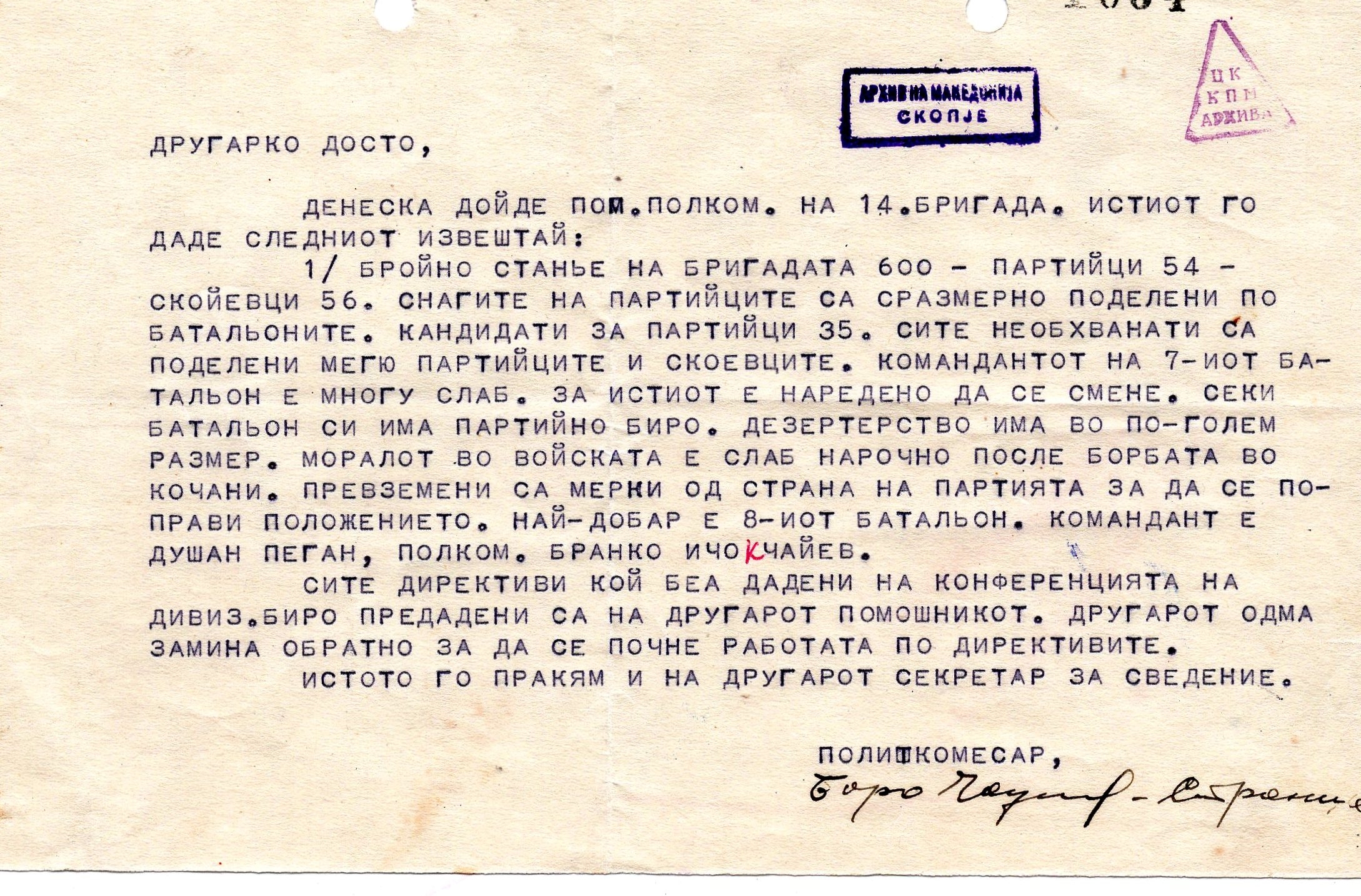
Jedno z pism do Wery Acewy (ok. 1940)

Po wyzwoleniu Acewa wystąpiła na wielu stanowiskach kierowniczych. W 1948 r. była burmistrzem miasta Skopje. Na V Kongresie Komunistycznej Partii Jugosławii w lipcu 1948 r. została wybrana do Komitetu Centralnego Związku Komunistów Jugosławii. W marcu 1949 r. podczas odbudowy rządu Republiki Macedonii mianowano ją ministrem rolnictwa. Stanowisko to piastowała dwa lata. Była wtedy członkiem Federalnej Rady Wykonawczej oraz posłem do parlamentu.
W 1960 r. Acewa weszła w konflikt z ówczesnym sekretarzem Komunistycznej Partii Macedonii, Łazarem Koliszewskim, oskarżając go o podejmowanie decyzji wraz z Widoe Smiłewskim-Bato poza Komitetem Wykonawczym Związku Komunistów Macedonii. Na spotkaniu 18 października 1960 r. Aleksander Ranković przyjechał z Belgradu i stanął po stronie Koliszewskiego. Acewa została zmuszona do wycofania się z konfliktu i przeniosła się do pracy w Belgradzie.
Nadano jej order Ludowego Bohatera Socjalistycznej Republiki Federalnej Jugosławii i Socjalistycznej Republiki Macedonii. Zmarła 10 listopada 2006 roku w Skopje.